# Max Gülstorff
Max Walter Gülstorff (né le 23 mars 1882 à Tilsit, mort le 6 février 1947 à Berlin) est un acteur allemand.

## Biographie
Après avoir suivi les cours de Georg Link, il commence au théâtre en 1900 sur différentes scènes. Après un premier engagement à Rudolstadt, il arrive au Staatstheater Cottbus (de) en 1908.
En 1911, il joue à Berlin, au Schillertheater puis en 1915 au Deutsches Theater dirigé par Max Reinhardt mais aussi au Großes Schauspielhaus et au Volksbühne Berlin. On le voit dans de nombreux rôles comiques. En 1923, il vient à Vienne au Theater in der Josefstadt, où il faut aussi de la mise en scène.
Gülstorff commence sa carrière au cinéma en 1916. Il joue souvent des petits rôles de petit-bourgeois, spécialement de fonctionnaire. Un de ses plus grands rôles est celui du professeur dans Raub der Sabinerinnen (de).

## Filmographie
| - 1916: Das unheimliche Haus - 1917 : Que la lumière soit (Es werde Licht!) (1re partie) de Richard Oswald - 1918: Opfer um Opfer - 1919: Die Reise um die Erde in 80 Tagen - 1919: Mazeppa, der Volksheld der Ukraine - 1919: Veritas vincit - 1919: Die Nackten - Ein sozialpolitischer Film - 1919: Prinz Kuckuck - 1920: Präsident Barrada - 1920: Der Henker von Sankt Marien - 1920: Der König von Paris (2 Teile) - 1920: La Maison lunaire - 1921: Fiesco oder Die Verschwörung zu Genua - 1921: Lady Hamilton - 1922: Lola Montez (en) - 1922: Das Liebesnest - 1923: Ein Glas Wasser - 1923: Cendrillon - 1923: Die Liebe einer Königin - 1923: Le Montreur d'ombres - 1923: Wilhelm Tell - 1924 : L'Étoile du cirque (Der Sprung ins Leben) de Johannes Guter - 1924: Der geheime Agent - 1926 : Le Fiacre n° 13 de Michael Curtiz - 1926: La Casemate blindée - 1926: Zopf und Schwert - Eine tolle Prinzessin - 1927: Tête haute, Charly ! - 1927: Der Meister von Nürnberg - 1927: L'Exil - 1927: Der Kampf des Donald Westhof - 1927: Prinz Louis Ferdinand - 1928: Parce que... Maman - 1928 : Die Todesschleife d'Arthur Robison - 1928: Die Sandgräfin - 1928: Hurrah! Ich lebe! - 1928: Don Juan in der Mädchenschule - 1928: La Dame au masque - 1929: Mascottchen - 1929: L'Éternelle idole - 1930: Aimé des dieux - 1930: Zwei Krawatten - 1931: Le Capitaine de Köpenick (de) - 1931: Le Congrès s'amuse - 1931: Der Raub der Mona Lisa - 1931: Jeder fragt nach Erika - 1931 : L'amour dispose (Ich geh' aus und Du bleibst da) de Hans Behrendt - 1931: On préfère l'huile de foie de morue - 1932: La Comtesse de Monte-Christo - 1932: Le Vainqueur - 1932: So ein Mädel vergißt man nicht - 1932: Ich will nicht wissen, wer du bist - 1932: Der Diamant des Zaren - 1932: Un homme sans nom - 1932: Zwei glückliche Tage - 1933: Heut kommt's drauf an - 1933: Die Nacht der großen Liebe - 1933: Der Zarewitsch - 1933: Hochzeit am Wolfgangsee - 1933: Das Schloß im Süden - 1933: Poupée blonde - 1933: Die schönen Tage von Aranjuez (VF: Adieu les beaux jours) - 1933: Ihre Durchlaucht, die Verkäuferin - 1933: Flucht nach Nizza - 1933: Das verliebte Hotel - 1934: Annette im Paradies - 1934: Du bist entzückend, Rosmarie! - 1934: Frasquita - 1934: Ich sing' mich in dein Herz hinein - 1934: À dix-sept ans - 1934: Die Liebe und die erste Eisenbahn | - 1934: Der letzte Walzer - 1934: Ich kenn' dich nicht und liebe dich - 1934: Schön ist jeder Tag den Du mir schenkst, Marie Luise - 1934: Der schwarze Walfisch - 1934: Der Herr der Welt - 1934: Ihr größter Erfolg - 1934: Charleys Tante - 1935: Ich war Jack Mortimer - 1935: L'Oiseleur - 1935: Ein falscher Fuffziger - 1935: Kirschen in Nachbars Garten (de) - 1935: Buchhalter Schnabel - 1935: Nacht der Verwandlung - 1935: Frischer Wind aus Kanada - 1935: Lärm um Weidemann - 1935: Der Gefangene des Königs - 1936: Die Leuchter des Kaisers - 1936: Susanne im Bade - 1936: Skandal um die Fledermaus - 1936: Schabernack - 1936: Raub der Sabinerinnen (de) - 1936: Die un-erhörte Frau - 1936: Heißes Blut - 1937: Crépuscule - 1937: Cabrioles - 1937: La Cruche cassée - 1938: Napoleon ist an allem schuld - 1938: Scheidungsreise - 1938: Gastspiel im Paradies - 1938: Schüsse in Kabine 7 - 1938: Kleiner Mann - ganz groß! - 1938: Das Mädchen mit dem guten Ruf - 1939: Eine kleine Nachtmusik - 1939: Kongo-Express - 1939: La Chair est faible (de) - 1939: Kitty et la conférence mondiale (de) - 1940: Étoile de Rio - 1940: Der Weg zu Isabel - 1940: Alles Schwindel - 1940: Falschmünzer (de) - 1940: Das leichte Mädchen - 1941: Kleine Mädchen - große Sorgen - 1941: Unser kleiner Junge - 1941: Le Président Krüger - 1941: Sein Sohn - 1941: Blutsbrüderschaft - 1941: Hauptsache glücklich (de) - 1942: Andreas Schlüter - 1942: Dr. Crippen an Bord (de) - 1942: Der Seniorchef - 1943: Himmel, wir erben ein Schloß - 1943: Wenn die Sonne wieder scheint - 1943: Die Jungfern vom Bischofsberg - 1943: Jeune fille sans famille - 1943: Le Lac aux chimères (de) - 1943: Der kleine Grenzverkehr - 1943: Ein glücklicher Mensch - 1943: Spuk im Schloß - 1944: Es fing so harmlos an - 1944: Ce diable de garçon - 1944: Die heimlichen Bräute - 1944: Glück unterwegs - 1944: Junge Herzen - 1944: Die schwarze Robe - 1944: Schuß um Mitternacht - 1945: Ein Mann wie Maximilian - 1945: Wiener Mädeln - 1945: Wir beide liebten Katharina (inachevé) - 1945: Der Puppenspieler (de) (inachevé) - 1946: Sag’ die Wahrheit (de) |